# Каррізо (Аризона)
Каррізо (англ. Carrizo) — переписна місцевість (CDP) в США, в окрузі Гіла штату Аризона. Населення — 92 особи (2020).

## Географія
Каррізо розташоване за координатами 33°58′46″ пн. ш. 110°19′52″ зх. д. / 33.97944° пн. ш. 110.33111° зх. д. (33.979354, -110.331096).  За даними Бюро перепису населення США в 2010 році переписна місцевість мала площу 23,44 км², з яких 23,39 км² — суходіл та 0,06 км² — водойми.

## Демографія
Згідно з переписом 2010 року, у переписній місцевості мешкало 127 осіб у 34 домогосподарствах у складі 28 родин. Густота населення становила 5 осіб/км².  Було 40 помешкань (2/км²).
Расовий склад населення:
| - 98,4 % — корінних американців - 1,6 % — білих |

До двох чи більше рас належало 0,0 %. Частка іспаномовних становила 0,8 % від усіх жителів.
За віковим діапазоном населення розподілялося таким чином: 27,6 % — особи молодші 18 років, 62,2 % — особи у віці 18—64 років, 10,2 % — особи у віці 65 років та старші. Медіана віку мешканця становила 30,7 року. На 100 осіб жіночої статі у переписній місцевості припадало 108,2 чоловіків;  на 100 жінок у віці від 18 років та старших — 104,4 чоловіків також старших 18 років.
Середній дохід на одне домашнє господарство  становив 22 463 долари США (медіана — 22 946), а середній дохід на одну сім'ю — 22 463 долари (медіана — 22 946). За межею бідності перебувало 65,9 % осіб, у тому числі 87,8 % дітей у віці до 18 років та 0,0 % осіб у віці 65 років та старших.
Цивільне працевлаштоване населення становило 20 осіб. Основні галузі зайнятості: освіта, охорона здоров'я та соціальна допомога — 55,0 %, роздрібна торгівля — 45,0 %.